# Andreas Scheller
Andreas Peter Scheller (* 8. Mai 1894 in Flensburg; † 25. März 1977 in Schwalmstadt) war ein deutscher Ethnologe und Fotograf. Er war von 1933 bis 1940 kommissarischer Direktor des Rautenstrauch-Joest-Museums in Köln und im Auftrag der Freunde dieses Museums Herausgeber der Fachzeitschrift „Ethnologica“.

## Leben und Wirken
Scheller nahm als Soldat am Ersten Weltkrieg teil, aus dem er schwerverwundet zurückkehrte. 1917 legte er das Abitur ab und studierte anschließend Völkerkunde an den Universitäten Göttingen, München, Hamburg, Wien, Frankfurt und Köln. Im Februar 1933 trat er der NSDAP bei, was für ihn karrierefördernd war.
Nachdem Julius Lips sich als Museumsdirektor weigerte, die Ethnologie in den Dienst der nationalsozialistischen Rassenlehre zu stellen und am 28. März 1933 die Beurlaubung beantragt hatte, wurde Scheller als Doktorand von Lips trotz geringer Berufserfahrung am 31. März 1933 zum kommissarischen Leiter des Rautenstrauch-Joest-Museum in Köln ernannt. Er hatte dieses Amt und gleichzeitig die Funktion des Kustos bis Juni 1940 inne und trat in dieser Zeit unter anderem verstärkt für die Rückgewinnung der deutschen Kolonien ein, wie aus verschiedenen seiner Rundfunkinterviews hervorgeht. Fehlendes Vertrauen in seine Arbeit sorgten dafür, dass in dieser Zeit größere Schenkungen an das Museum ausblieben.
Scheller wurde auch als Fotograf bekannt. So erschienen um 1940 eine Reihe seiner Farbfotografien von hessischen Trachten als Ansichtskarten im Kunstverlag Gustav Mandt in Lauterbach/Hessen in Druck.
Er starb 1977 im Schwalmstädter Stadtteil Ziegenhain.

## Schriften (Auswahl)
- Aufhängehaken aus Indonesien und der Südsee. In: Ethnologica 5 (1941), S. 73–171.
- Museum als Schicksalspiegel. In: Kölnische Zeitung vom 16. November 1936, S. 1.
- Neues aus Neu-Guinea. In: Der neue Tag vom 21. März 1937, S. 10.
- Seidene Tücher in Doppel-Ikattechnik Ihre Herstellung in Deutschland und ihre Verbreitung. (Sonderdruck aus Ethnologica). Leipzig 1941.